# High Lakes Basin Park
High Lakes Basin Park är en park i Kanada.   Den ligger i provinsen British Columbia, i den södra delen av landet, 3 300 km väster om huvudstaden Ottawa. High Lakes Basin Park ligger 1 632 meter över havet.
Terrängen runt High Lakes Basin Park är huvudsakligen kuperad. High Lakes Basin Park ligger uppe på en höjd. Trakten runt High Lakes Basin Park är nära nog obefolkad, med mindre än två invånare per kvadratkilometer.. Det finns inga samhällen i närheten. 
I omgivningarna runt High Lakes Basin Park växer i huvudsak barrskog.